# Satul cu lebede
Satul cu lebede este un film românesc din 1974 regizat de Ion Bostan.